# Listner Pierre-Louis
Pour les articles homonymes, voir Pierre-Louis.
Listner Pierre-Louis est un footballeur franco-haitien né le 31 janvier 1989 à Montfermeil. Il évolue au poste de milieu de terrain avec le GFA Rumilly-Vallières.

## Biographie
Il est sélectionné pour la première fois en équipe première du Vannes OC, le 29 mai 2009 (comme Bassory Ouattara) contre le Clermont Foot Auvergne. Il rentre à la mi-temps pour disputer 45 minutes de jeu. Score final 1-1. Il n'est ensuite appelé que très rarement par Stéphane Le Mignan, mais il trouve une place de titulaire en DH avec l'équipe B. Il participe à la remontée de l'équipe réserve du club de DH en CFA 2.
Le 21 décembre 2011, Stéphane Le Mignan fait appel à lui dans le groupe professionnel pour pallier les absences de plusieurs joueurs. Il passe malheureusement les 90 minutes du match sur le banc de touche.
Listner Pierre-Louis joue avec l'équipe d'Haïti depuis l'année 2010.
En juillet 2012, il est laissé libre par le club morbihannais. À la mi-août, le club de la GSI Pontivy le prend en test. Il inscrit un but en match amical contre l'US Montagnarde (victoire 3 - 2 de Pontivy).
Au début de 2013, il s'engage avec le club de Thiers en CFA 2 où il ne restera que 6 mois avant de partir pour Le Puy Foot 43 Auvergne lors de l'été 2013.

## Statistiques
| Saison           | Club        | Pays - Division    | Championnat        | Coupes nationales | Sélection Haïti  |
| ---------------- | ----------- | ------------------ | ------------------ | ----------------- | ---------------- |
| 2008 - 2009      | Vannes OC   | Ligue 2            | 1 match            | 0                 | -                |
| 2009 - 2011      | Vannes OC B | Division d'honneur | ?                  | 0                 | 3 matchs         |
| 2011 - 2012      | Vannes OC   | National           | 0                  | 1 match           | 4 matchs / 1 but |
| 2011 - 2012      | Vannes OC B | CFA 2              | 25 matchs / 3 buts | 0                 |                  |
| jan. 2013 - 2013 | SA Thiers   | CFA 2              | 15 matchs / 6 buts | 0                 | 1 match          |
| 2013 - 2014      | Le Puy Foot | CFA 2              | 23 matchs / 6 buts | 0                 |                  |

## Palmarès
- Vannes OC B
  - 1 promotion en CFA 2 (2010-2011)

### Buts internationaux
|    | Date             | Lieu                                      | Adversaire                  | Résultat | Compétition                                         |
| -- | ---------------- | ----------------------------------------- | --------------------------- | -------- | --------------------------------------------------- |
| 1. | 2 septembre 2011 | Stade Sylvio Cator, Port-au-Prince, Haïti | Îles Vierges des États-Unis | 6-0      | Éliminatoires de la coupe du monde de football 2014 |